# Людина, яка сміється (роман)
«Людина, яка сміється» (фр. L'Homme qui rit) — історичний роман французького письменника Віктора Гюго, написаний в 1860-х роках. Головний герой роману — Гуїнплен, ще хлопчиком навмисне понівечений компрачикосами. Дія відбувається в Англії кінця XVII — початку XVIII століття. По ходу дії головний герой, повторюючи долю Попелюшки, з ярмаркового актора стає пером Англії. Роман побачив світ в 1869 році.

## Сюжет
Точкою відліку в сюжеті роману є 29 січня 1690 року, коли з острова Портленд утікає на кораблі зграя компрачикосів. Вони — торговці дітьми, здатні перетворювати їх на виродків на втіху публіці. Ще недавно суспільство й уряди заохочували діяльність компрачикосів, але тепер їх оголосили злочинцями й переслідують. На березі залишається кинута компрачикосами дитина.
Долаючи холод, смертельну небезпеку і страх, дитина рятує сліпу дівчинку-немовля. Зіткнувшись з людською байдужістю, знаходить притулок у візку Урсуса, бродячого актора, лікаря та філософа.
У той самий час корабель компрачикосів, захоплений бурею, починає тонути. Як жест покаяння вони кидають у море пляшку з визнанням своїх злочинів.
Дія триває через 15 років, в 1705 році. Урсус став батьком і вчителем для Деї і Гуїнплена. Понівечене компрачикосами обличчя, з «ротом, що відкривається до вух, вухами, загнутими до самих очей, безформним носом, …, і обличчям, на яке не можна було поглянути без сміху», дозволяє Гуїнплену і його названій сім'ї отримувати у публіки достатньо для життя. Незважаючи на своє каліцтво і викликані їм глузування, Гуїнплен був щасливий і був здатний на співчуття до інших людей. Юнак і Дея закохані одне в одного, Гюго підкреслює чистоту і натхненність їх любові, в якій немає нічого плотського.
Гуїнплена зауважує герцогиня Джозіана, пересичена і гордовита красуня, чуттєва жінка, яка не заводить коханця лише тому, що нікого не могла визнати гідним. Її притягує його потворність, і вона вирішує, що «король виродків», найнижча людина в світі, має стати її коханцем. Хоча Гуїнплена вражає тілесна краса герцогині, він не відповідає на її заклик.
З'ясовується, що головний герой — син лорда, за наказом короля Якова II позбавлений титулу і відданий у руки компрачикосів. У нього є ім'я — Фермен Кленчарлі, і йому по праву належить титул, що носиться до цього моменту його єдинокровним братом, пером Девідом Деррі-Мойр Кленчарлі. Разом з титулом і маєтком до нього переходять і заручини з нареченою Девіда, якою стала герцогиня Джозіана. Гуїнплен прагне поділитися новиною і грошима з Урсусом, але заважає інтриган Баркільфедро — він повідомляє Урсусу, що Гуїнплен мертвий, і наказує покинути Англію.

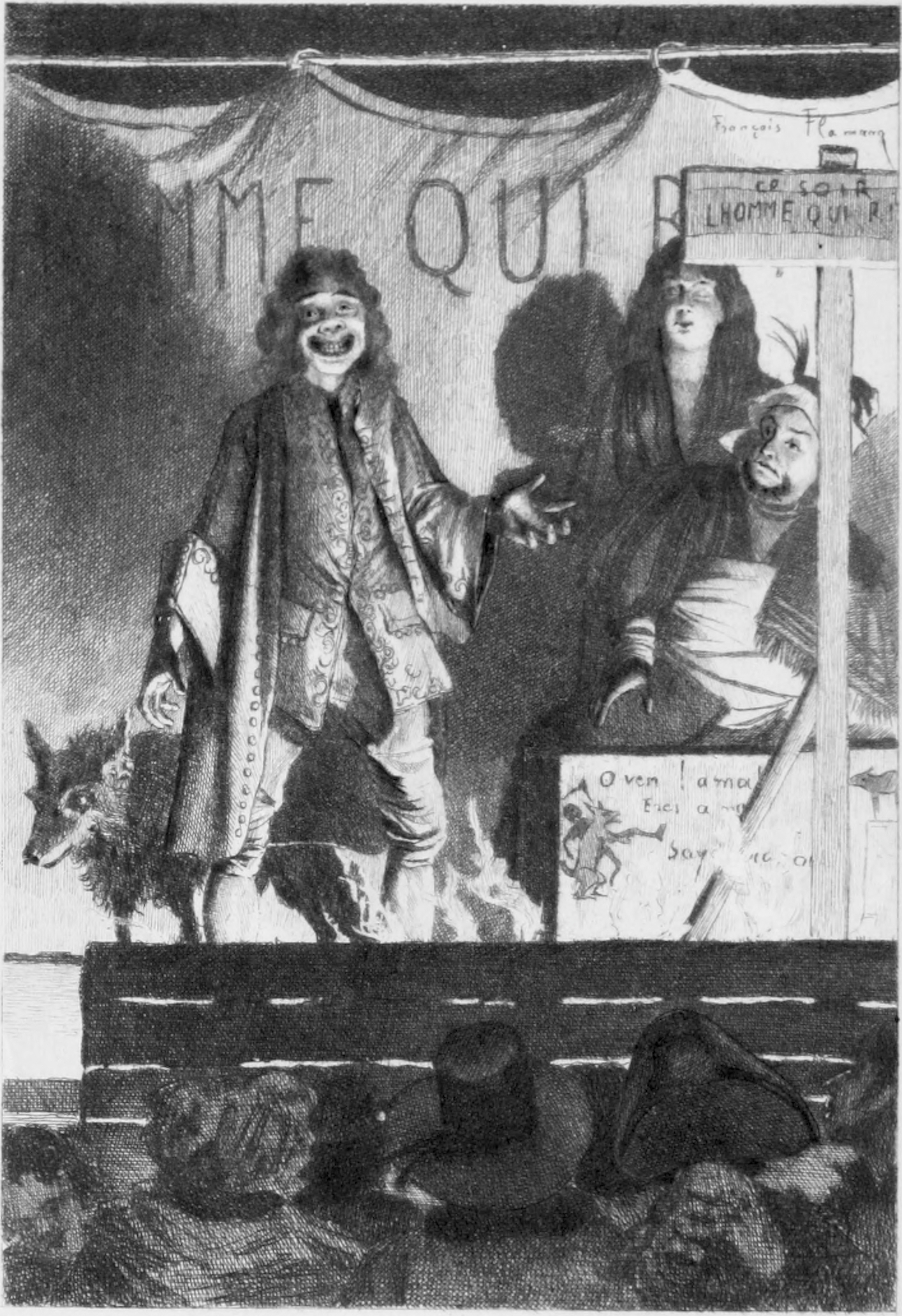
Фронтиспіс першого американського видання (1869)

У першу ніч і перший день свого нового життя Гуїнплен стикається з безліччю спокус, він впивається знайденим багатством і владою, на короткий час забуває про своїх близьких і майже поступається тваринній любові до Джозіани.
На церемонії посвяти в пери Англії герой, який вважає себе посланцем від низів англійського суспільства, виступає з промовою, розповідаючи про убогість і безправ'я простого народу в надії достукатися до сердець можновладців. Промова викликає лише глузування, і тільки гульвіса Девід, який нерідко раніше ходив серед простого народу під виглядом матроса Том-Джим-Джека і під цим ім'ям був покровителем Гуїнплену, згоден з його ідеями. Однак у своїй сумбурній промові той ненароком зачепив честь матері Девіда і тепер повинен битися на дуелі з недавно знайденим братом.
Гуїнплен біжить з Лондона, сподіваючись побачити Дею, але дізнається, що Урсус продав свій візок і поїхав. Відчуває, що поки він був захоплений зваленим на нього багатством і владою, він утратив усе найдорожче, юнак хоче заподіяти собі смерть, але в останню мить зустрічає Гомо, ручного вовка Урсуса. Вони знаходять Урсуса і Дею, але хворе серце дівчини не виносить туги за втраченим коханим, а слідом за тим — потрясіння від раптового його повернення. Дея вмирає, і юнак з горя кидається в воду.

## Романтизм або реалізм?
Базова ситуація роману — незвичайний герой у незвичайних обставинах — типова для романтизму, однак деякі риси (наприклад, демонстрація соціальної природи конфліктів у романі) зближують його з літературою більш реалістичного напряму, зокрема з Діккенсом. Описуючи жорстокість політичної системи й аристократичної еліти, протиставляючи їм високі моральні якості народу, Гюго розвиває властивий романтизму топос історії людства як вічного протистояння між добрим і злим началом у людських душах і у світі.
При роботі над романом Гюго хвилювали питання про долю дітей, особливо тих, що втратили батьків, і про місце знаті в суспільстві. Він навіть казав, що книгу треба було б назвати «Аристократія». У кульмінаційній промові Гуїнплена в палаті лордів герой виступає від імені всього народу. «Аристократія корчиться в передсмертних судорогах, народ Англії росте», — писав Гюго.

## Переклади українською
- Гюґо, Віктор (1930). Людина, що сміється. Світове письменство. Переклад: Микола Сагарда. редакція і вступна стаття В. Петрова. Харків–Київ: Книгоспілка. Процитовано 1 травня 2025.

## Екранізація роману
- Людина, яка сміється / The Man Who Laughs / Країна: США, 1928 рік, Німе кіно, Режисер: Пол Льоні, Тривалість 1 год 51 хв. В ролях: Конрад Фейдт, Ольга Бакланова, Мері Філбін, Чезаре Гравина. Класична кінцівка роману у фільмі замінена хепі-ендом.
- Людина, яка сміється / L'Uomo che ride / 1966 рік, Країна: Італія, Режисер: Корбуччі, Серджо
- Людина, яка сміється / L'homme qui rit / 1971 рік, Країна: Франція, Режисер: Жан Кершброн (Jean Kerchbron), Тривалість: 3 г. 53 хв.
- Людина, яка сміється / L'homme qui rit / 2012 рік, Країна: Франція, Режисер: Жан-П'єр Амері, Прем'єра: 19 грудень 2012